# Bambini miei/L'angelo custode
Bambini miei/L'angelo custode è un singolo di Adriano Celentano pubblicato in Italia nel 1964; nel disco suonano i Ribelli.

## Tracce
Lato A
1. Bambini miei – 2:30 (testo: Luciano Beretta, Miki Del Prete – musica: Adriano Celentano)

Lato B
1. L'angelo custode – 2:07 (testo: Piero Vivarelli, – musica: Adriano Celentano)